# Evgheni Petrovici Kataev
Evgheni Petrovici Kataev (în rusă Евгений Петрович Катаев, în ucraineană Євген Петрович Катаєв, n. 30 noiembrie/13 decembrie 1902, Odessa, Imperiul Rus – d. 2 iulie 1942, Regiunea Rostov, RSFS Rusă, URSS) a fost un prozator rus. Cunoscut sub pseudonimul de Yevgeny (Evgheni) Petrov (Евгений Петров), a fost foarte popular din anii 1920–1930 până în prezent, semnând împreună cu Ilia Ilf ca și Ilf și Petrov.
A fost fratele scriitorului Valentin Kataev.

## Biografie
Evgheni Petrov s-a născut în 1903 la Odesa, Imperiul Rus, actualmente Ucraina. A făcut studii clasice și, după absolvirea liceului, în 1920, a început să lucreze ca ziarist. A lucrat ca ofițer de presă la biroul de investigații criminale al Poliției din Odesa, pentru scurt timp.
S-a mutat la Moscova în 1923.
A scris alături de Ilia Ilf, ca și Ilf și Petrov. Primul roman este dedicat fratelui său, scriitorul Valentin Kataev, cel care l-a îndemnat și încurajat pe Petrov să scrie.
A cunoscut celebritatea alături de Ilf.
După moartea acestuia, în 1937, a încetat să mai scrie proză literară.
A fost reporter de război, în cel de-al Doilea Război Mondial, însă a și luptat efectiv împotriva agresorului fascist. A murit în iulie 1942 într-un accident aviatic, pe când se întorcea din Sevastopolul aflat sub asediu.
Este considerat erou de război.